# آلبرت فرانک
آلبرت فرانک (انگلیسی: Albert Franks; ۱۳ آوریل ۱۹۳۶ – ۱۸ ژوئن ۲۰۱۷) بازیکن فوتبال اهل بریتانیا بود.
از باشگاه‌هایی که در آن بازی کرده‌است می‌توان به باشگاه فوتبال لینکولن سیتی، باشگاه فوتبال نیوکاسل یونایتد، و باشگاه فوتبال رنجرز اشاره کرد.